# Andrzej Rządkowski
Andrzej Rządkowski, né le 4 mars 1997 est un escrimeur polonais, pratiquant le fleuret.

## Palmarès

### Sénior
- Championnats d'Europe
  -  Médaille de bronze par équipes aux championnats d'Europe 2018 à Novi Sad[1]

- Championnats de Pologne
  -  Médaille d'or par équipes aux championnats de Pologne 2013[2], 2014, 2015 et 2017[réf. nécessaire]
  -  Médaille d'argent par équipes aux championnats de Pologne 2016[réf. nécessaire]
  -  Médaille de bronze en individuel aux championnats de Pologne 2014 et 2015[réf. nécessaire]

### Junior
- Jeux olympiques de la jeunesse
  -  Médaille d'or en fleuret individuel aux Jeux olympiques de la jeunesse de 2014 à Nankin[3]
  -  Médaille d'argent en mixte par équipe aux Jeux olympiques de la jeunesse 2014 à Nankin[4]